# Soltborg

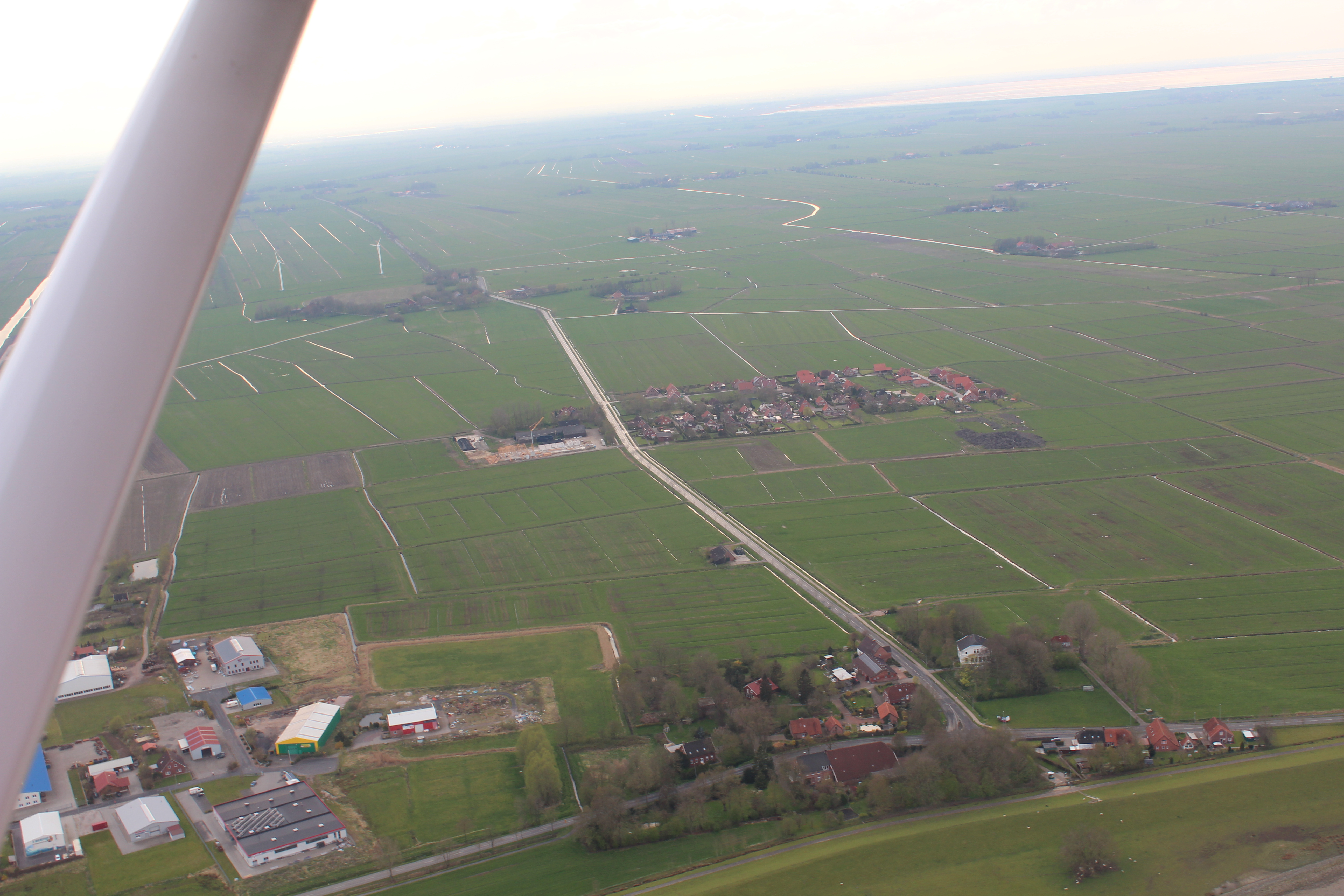
Soltborg im Vordergrund, Siedlung Soltborg in der Bildmitte sowie Holtgaste im Hintergrund.

Soltborg (ostfriesisches Platt: Salzburg) ist der Name eines Wohnplatzes in Holtgaste, einem Ortsteil der Gemeinde Jemgum. Er setzt sich aus Groß- sowie Klein-Soltborg zusammen. Letzterer liegt auf einer Warft in der Emsmarsch, während Großsoltborg an einer Muhde (Mündung) zwischen Klein-Soltborg und Bingum an der Ems liegt. Im Ort gibt es einen etwa acht Meter tiefen Badesee. Daran grenzt ein Beachvolleyballplatz, eine breite Liegewiese sowie einen Sandstrand von 100 Meter Länge. Die Nähe zur A 31 begünstigt ein großes Gewerbegebiet, in dem sich eine größere Zahl von Betrieben ansiedelte.

## Geschichte
Der Ort wird erstmals 1432 als Zoltburch erwähnt. Aus dem Jahre 1437 ist die Bezeichnung Soltborch überliefert. Die heutige Schreibweise ist seit etwa 1900 geläufig. Ab dem 17. Jahrhundert bestanden in dem Ort Kleiziegeleien, die dem Ort spätestens im 18. Jahrhundert große wirtschaftliche Bedeutung verliehen. Auf dem Höhepunkt der wirtschaftlichen Entwicklung bestanden in den beiden Dorfteilen sieben Ziegeleien. In Groß-Soltborg standen in der ersten Hälfte des 19. Jahrhunderts zwei Höfe, in denen zwölf Einwohner lebten. In Klein-Soltborg lebten im Jahre 1823 83 Einwohner, 25 Jahre später waren es 104 Menschen.